# Nelídovo
Nelídovo (en rus: Нели́дово) és un poble de l'óblast d'Ivànovo, a Rússia, que en el cens del 2010 tenia 7 habitants.